# José Maria da Gama Lobo d'Eça
José Maria da Gama Lobo Coelho d'Eça, Barão de Saicã (Armação de Alagoinha, 15 de setembro de 1793 — Santa Maria, 28 de dezembro de 1872) foi um militar brasileiro.
Filho do brigadeiro José Maria da Gama Lobo Coelho d'Eça e Maria Joaquina da Conceição, casou-se com Maria Álvares Trilha, filha de José Álvares Trilha e Maria Inácia da Pureza, um dos primeiros habitantes de Santa Maria. Sua única filha, Maria Balbina Álvares da Gama, casou-se com o tenente-general Manuel Marques de Sousa, conde de Porto Alegre. Era tio do marechal de campo Manuel de Almeida da Gama Lobo d'Eça, barão de Batovi.
Assentou praça no regimento comandado por seu pai, como cadete, com 5 anos de idade, aos 15 anos participou da Primeira campanha cisplatina, como tenente. Com 17 anos assumiu o comando da Companhia de Granadeiros como coronel de Milícias, operando nas Missões.
Participou da Guerra contra Artigas, em 1816, resiste, como major e comandante da praça de São Borja, ao assédio das forças de José Artigas, junto com general José de Abreu, destroça Artigas e com uma violenta arremetida de cavalaria precipita-o sobre o rio Uruguai. Depois ataca a missão de Vera Cruz e a ocupa, assalta a missão de Japeju, figurando, nesses dias, como o principal ajudante do general Francisco das Chagas Santos. Com este atravessa o Uruguai e assalta o inimigo em São Carlos Borromeu, e em seguida desbarata o capitão Aranda. Em 19 de janeiro de 1817, no passo de Itaqui, no comando de sua companhia de granadeiros de Santa Catarina, vence o destacamento do capitão Vicente Tapirapé do exército de Artigas.
Mudou-se para Santa Maria, por ordem do visconde de Castro, para aqui estabelecer seu Quartel General, tendo ao seu comando 80 soldados em 1822.
Foi eleito suplente a deputado provincial na 1ª Legislatura da Assembleia Legislativa Provincial do Rio Grande do Sul, em 1835. Participou do lado legalista, da Revolução Farroupilha, tendo, em 1839, seguido para Laguna a fim de combater os rebeldes da República Juliana.
Durante a Guerra do Paraguai, solicitado por seu genro, conde de Porto Alegre, forneceu ele gratuitamente para o segundo Corpo de Exército, cavalos, roupas e armamentos, além de emprestar sua melhor fazenda para o Exército, local onde ainda é hoje a Codelaria do Exército em São Borja.
Por serviços prestados nas campanhas da Argentina e do Paraguai foi agraciado pelo Imperador D. Pedro II com o título de Barão de Saicã em 28 de agosto de 1866.

## Homenagens
O seu nome foi dado ao Museu Educativo Gama D'Eça da UFSM, pelo reitor fundador José Mariano da Rocha Filho, em homenagem à sua contribuição para a cidade de Santa Maria. Seu genro, o Conde de Porto Alegre, foi também homenageado, quando a Biblioteca Central da UFSM recebeu o seu nome.
Parte de sua antiga sesmaria, de 1821, em Santa Maria, hoje dá o nome à Picada do Gama, no município de Dilermando de Aguiar.